# وینلند

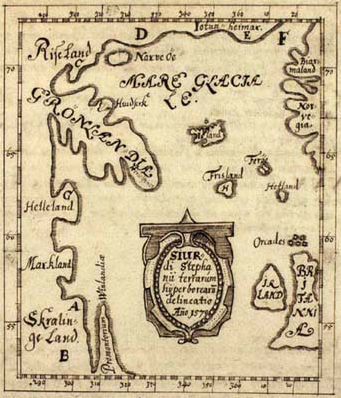
نقشه‌ای که آموزگار ایسلندی سیگورد استفانسون در سال ۱۵۷۰ ترسیم کرده است. مناطق پایین‌تر از گرینلند در آن به ترتیب این‌گونه نامیده شده‌اند: هلولند (سرزمین تخته‌سنگ‌ها = جزیره بافین)، مارکلند (سرزمین پردرخت = لابرادور)، اسکارلینگه‌لند (سرزمین بومیان وحشی = لابرادور)، و سنگپوز وینلند (نیوفاندلند).

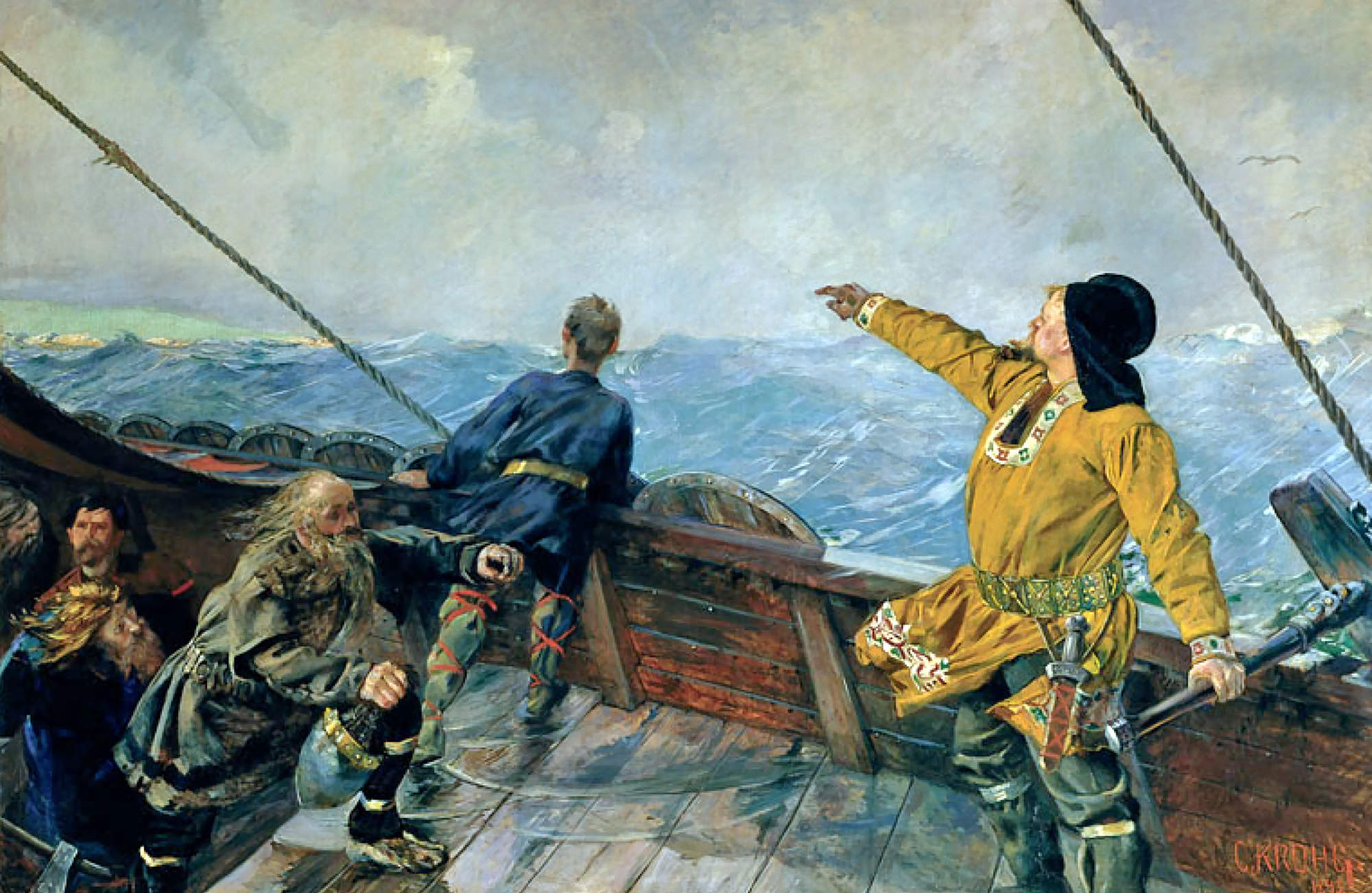
تابلو: کشف آمریکا توسط لیف اریکسون. اثر کریستیان کروهگ، نقاش نروژی. ۱۸۹۳.

وینلند (Vinland) نامی است که وایکینگ‌ها به آمریکای شمالی داده بودند. این نام در سرگذشت‌نامه‌های نورس قدیم ذکر شده و در آن‌ها آمده است که وایکینگ‌ها پیرامون سال ۹۸۶ میلادی به آمریکای شمالی رسیده بودند یعنی پنج سده پیش از کریستف کلمب. یافته‌های باستان‌شناسی نیز حضور وایکینگ‌ها در آمریکای شمالی را تأیید می‌کند.
پیش از یافته شدن شواهد باستان‌شناسی، گمانه‌زنی‌ها، داستان‌ها و افسانه‌های زیادی در مورد «سرزمین افسانه‌ای وینلند» که وایکینگ‌ها به آن رسیده بودند بازگو می‌شد.
در سال ۱۹۶۰ در منتهی‌الیه شمالی نیوفاندلند کانادا در محلی به نام لانسو مدو بقایای یک سکونتگاه نورس پیدا شد. بررسی‌های بعدی نشان داد که منظور نورس‌ها از وینلند تنها این سکونتگاه نبوده بلکه این محل، ورودی منطقه بزرگ‌تری بوده که وینلند نامیده می‌شده است.
نام وینلند را سنتاً به عنوان «سرزمین شراب» (و تاکستان) معنی می‌کنند اما اخیراً نظریه دیگری به‌وجود آمده که آن را «سرزمین چراگاه‌ها» معنی می‌کند. کوچ‌نشینان وایکینگ خبر می‌دادند که در آن سرزمین تاک‌ها به صورت خودرو می‌رویند.
وایکینگ‌ها که ایسلند و گرینلند را به اقامتگاه‌های خود افزوده بودند در ادامه این روند به سواحل کانادا رسیدند اما تا مدت‌ها از این‌که به قاره دیگری رسیده‌اند خبر نداشتند تا این‌که در آنجا با اسکیموها یا دیگر بومی‌ها مواجه شدند و فهمیدند که وینلند مربوط به قاره‌ای جدا است. آن‌ها بومیان وینلند و آمریکای شمالی را اسکارلینگ می‌نامیدند.

## سفرهای وایکینگ‌ها به وینلند

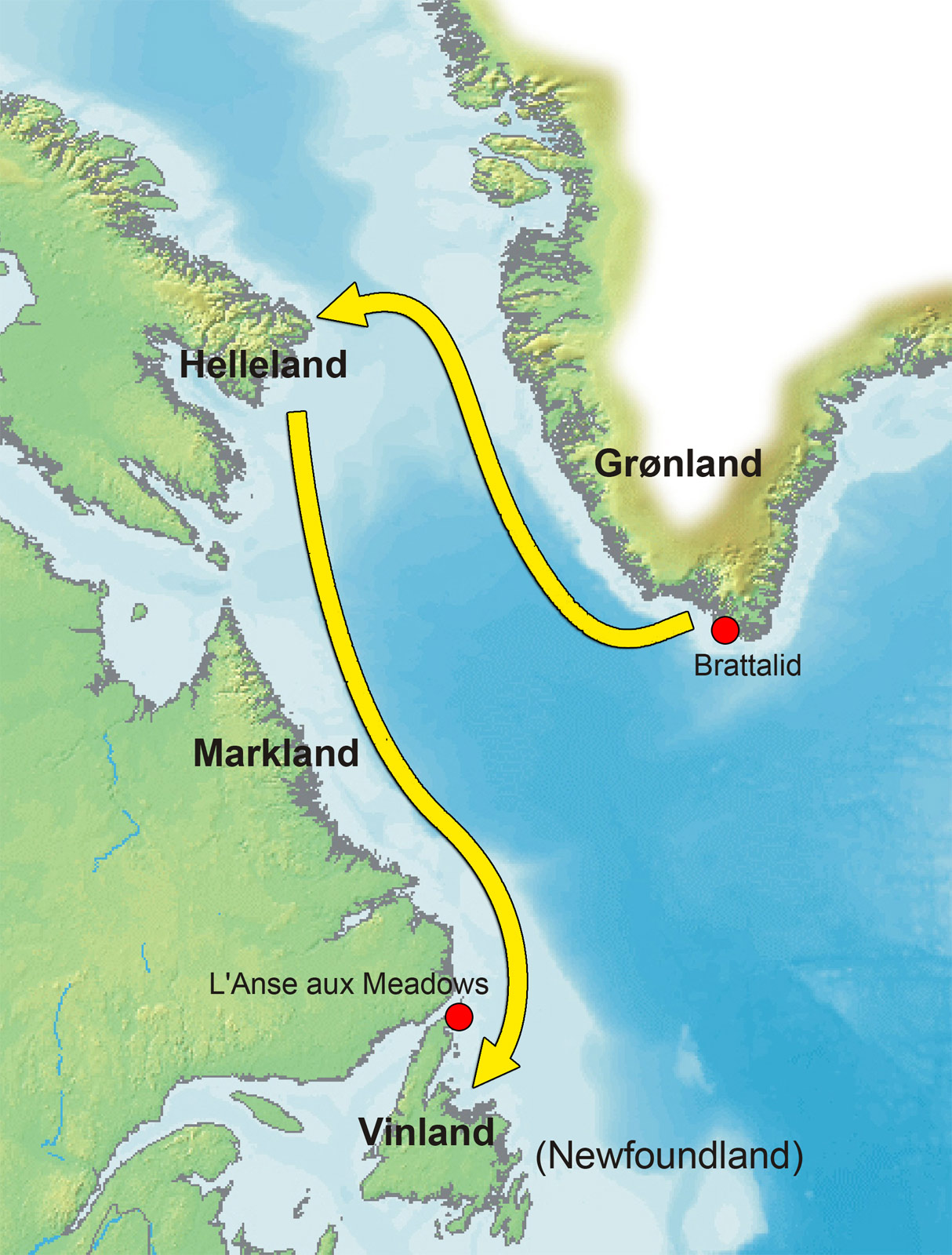
سفرهای وایکینگ‌ها در آمریکای شمالی.

نخستین متنی که در آن از وینلند نام برده شده رساله‌ای است به زبان لاتین به نام کارنامه اسقف کلیسای هامبورگ که در حدود ۱۰۷۵ میلادی نوشته شده است. نویسنده این رساله اطلاعات خود را از سوین دوم، پادشاه دانمارک دریافت کرده بود که اطلاعات زیادی از سرزمین‌های شمالی داشت.
بیشترین اطلاعات در مورد وینلند اما از دو سرگذشت‌نامه به نام‌های سرگذشت اریک سرخ و سرگذشت گرینلندیان به‌دست آمده است. این دو داستان با هم تفاوت‌هایی دارند. برپایه سرگذشت گرینلندیان بازرگانی به نام «بیارنی هِریولفس‌سون» زمانی که در سال ۹۸۶ با کشتی از ایسلند راهی گرینلند بود بر اثر وزش بادها به سوی غرب از مسیر منحرف شده و پس از مدتی سرگردانی، نخستین اروپایی شد که قاره آمریکا را دید. وی در امتداد سواحل شرق کانادا کشتی راند و سپس به گرینلند بازگشت. پیرامون سال ۱۰۰۰، گروهی متشکل از ۳۵ مرد به رهبری لیف اریکسون راهی دریاها شدند تا سرزمینی را که بیارنی به‌طور اتفاقی دیده بود پیدا کنند. آن‌ها نخست به سرزمینی یخی و بایر رسیدند که آن را هِلولند (سرزمین تخته‌سنگ‌ها) نامیدند. پس از آن با کشتی به سمت جنوب رفتند و به دشت‌هایی پردرخت رسیدند که مارکلند (سرزمین پردرخت) نامیدند. پس از آن بار دیگر سوار بر کشتی راهی جنوب شدند و منطقه گرم‌تر و جنگلی را که آنجا یافتند وینلند نام دادند. این گروه در وینلند چندین خانه ساختند و سپس به گرینلند بازگشتند. در سال ۱۰۰۳ برادر لیف که توروالد نام داشت با گروهی راهی وینلند شد و دو سال را در آنجا گذراند. چند سال پس از او، تورفین کارلسفنی که داستان‌هایی از توروالد در مورد روییدن تاک‌ها و درختان قره‌قات فرنگی (کرنبری) به‌طور وحشی در وینلند شنیده بود به همراه ۱۳۰ نفر راهی آن سرزمین شد. سه سال که از اقامت این گروه در وینلند می‌گذشت دادوستد آن‌ها با بومیان اسکیمو به جنگ کشیده شد و وایکینگ‌ها ناچار شدند به گرینلند بازگردند. در حدود سال ۱۰۱۳، فریدیس، دختر اریک سرخ با گروهی راهی وینلند شد اما موفق نشد به آن سرزمین برسد و این گروه پس از مدتی کمی به گرینلند بازگشتند. سرگذشت‌نامه‌ها سفر دیگری را پس از آن به وینلند ذکر نمی‌کنند.
به باور پژوهشگران، هلولند که وایکینگ‌ها به آن رسیدند جزیره بافین امروزی و مارکلند احتمالاً بخشی از شبه‌جزیره امروزی لابرادور است. کوچ‌نشین‌هایی که وایکینگ‌ها در وینلند برپا کردند در دهکده داشت که دهکده شمالی «استرام‌فیوردور» (به معنی آبدره جویبار) و دهکده جنوبی «هوپ» نام داشت. وایکینگ‌ها قصد داشتند روستاهای بیشتری در منطقه برپا کنند اما چندی نگذشت که درگیری با بومیان باعث شد که دهکده هوپ را هم ترک کنند.
کتاب‌های تاریخی ایسلندی تلاش دیگری را نیز برای دیدار از وینلند که یک سده پس از دوران سرگذشت‌نامه‌ها رخ داده را بازگو می‌کنند. برپایه این متون، در سال ۱۱۲۱ یک اسقف ایسلندی به نام اریک گنوپسون که از سال ۱۱۱۲ به گرینلند اعزام شده‌بود «به جستجوی وینلند» رفت اما دیگر خبری از او نرسید. برپایه همین متون، در سال ۱۳۴۷ یک کشتی با بار الوار به ایسلند رسید. این کشتی که از مارکلند راهی گرینلند بوده به خاطر وزش باد از مسیر خود منحرف شده و به مکانی پردرخت رسیده بوده است.

## سکونتگاه

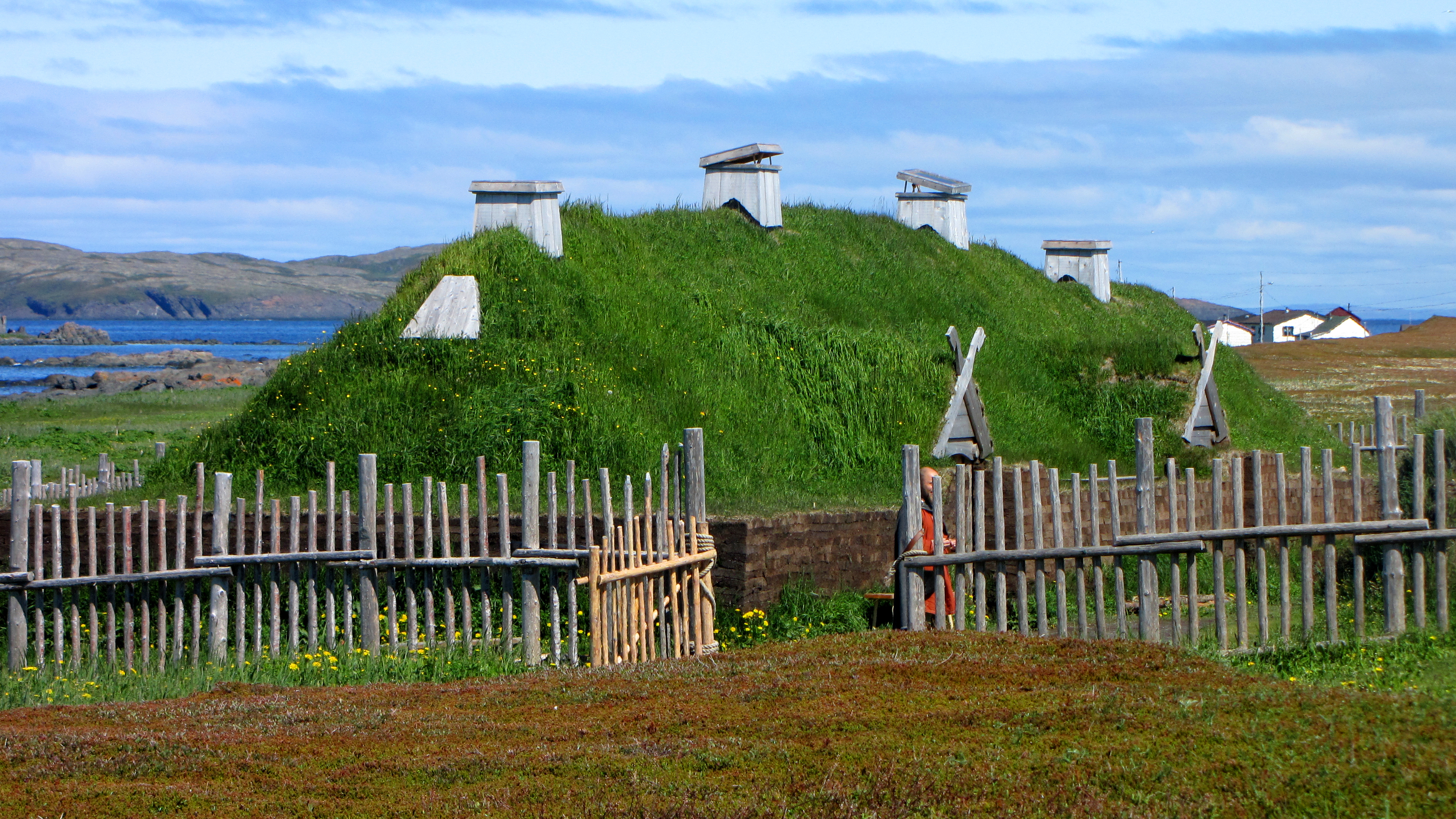
خانه بازسازی‌شده وایکینگ‌ها در لانسو مدو، نیوفاندلند و لابرادور، کانادا.

سکونتگاه مهم وینلندنشینان در سال ۱۹۶۰ در محلی به نام لانسو مدو در شمالی‌ترین نقطه شبه جزیره نیوفاندلند کانادا پیدا شد. کاشف این محوطه نویسنده و کاوشگر نروژی، هلگه اینگستاد، بود. حفاری در این محل تحت نظر همسر هلگه یعنی «آنه آستینه اینگستاد» که باستان‌شناس است در سال ۱۹۶۱ آغاز شد و تا ۱۹۶۸ ادامه یافت. در این سال‌ها هشت ساختمان و اماکنی بیرون از آن‌ها کاوش شدند. تاریخ‌نگاری علمی، معماری، و آثار یافته شده نشان داد که این محل مربوط به نورس‌های سده یازدهم میلادی است.
وایکینگ‌ها از لانسو مدو به عنوان پایگاه زمستانی استفاده می‌کردند و در تابستان‌ها به اکتشاف نقاط جنوبی‌تر به سمت خلیج سنت لورنس می‌پرداختند. لانسو مدو به عنوان میراث جهانی یونسکو به ثبت رسیده است.